# Tropischer Regenwald

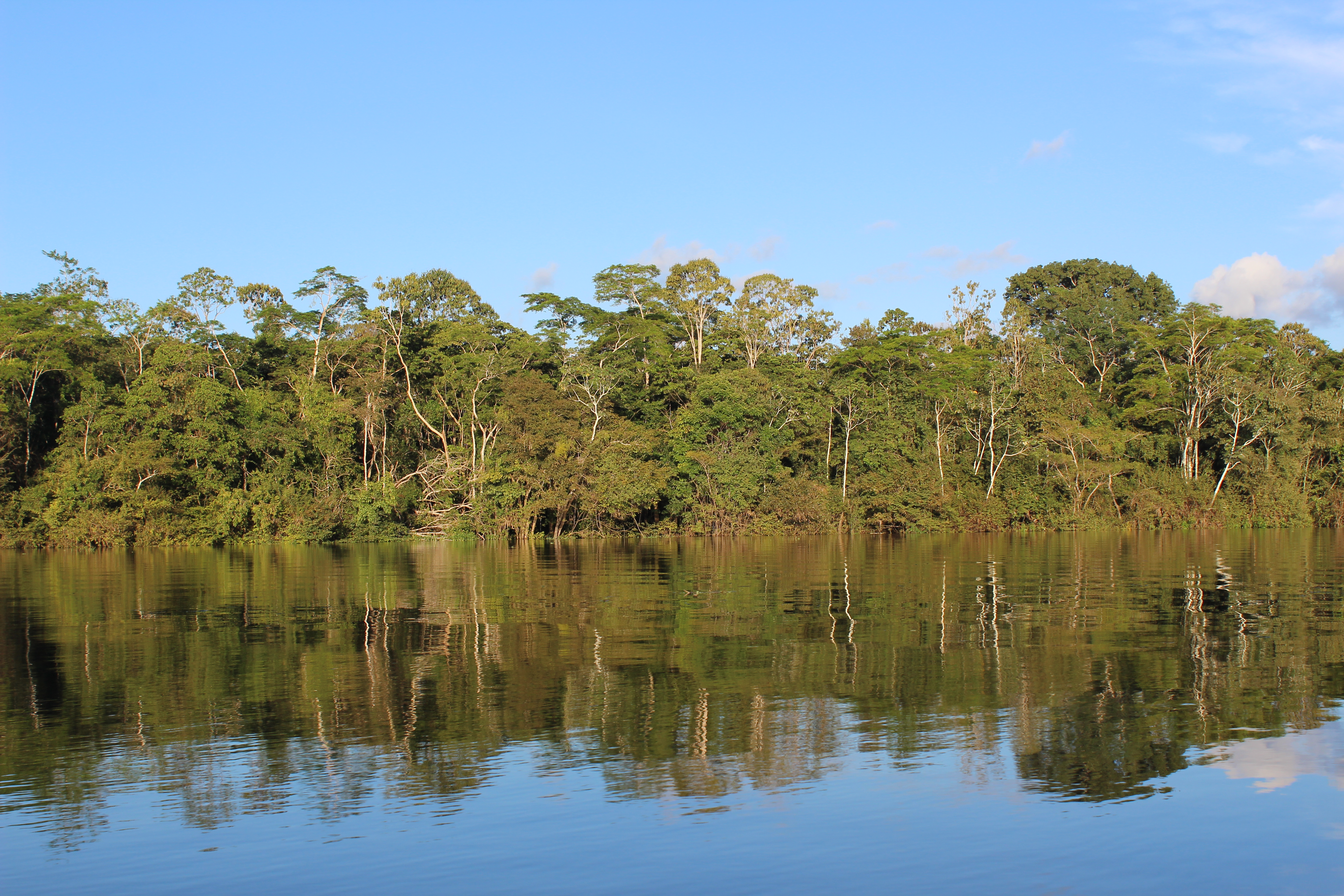
Amazonas-Regenwald in Brasilien

Regionen mit tropischem Klima nach Köppen und Geiger:
Tropisches Regenwaldklima (Af)
Tropisches Monsunklima (Am)
Tropisches Savannenklima (Aw)

Tropischer Regenwald ist der Oberbegriff für die immerfeuchten Wälder der tropischen Klimazone. Der Begriff stammt aus der Geographie und bezeichnet verallgemeinernd einen bestimmten Landschaftstyp der globalen Maßstabsebene. Je nach Disziplin existieren unterschiedliche Festlegungen (siehe Abschnitt „Definition“). Dieser Waldtyp liegt am Äquator, großflächig bis ungefähr zum 10. Breitengrad, regional auch deutlich darüber hinaus.
Charakteristisch für die verschiedenen Formen der tropischen Regenwälder sind immergrüne, biomassereiche Laubwaldgebiete mit einem so genannten Stockwerkbau zwischen Boden und Baumkronen.
Tropische Regenwälder kommen von Tiefebenen bis in Meereshöhen von fast 2000 Meter in voll humiden Klimaten (subhumide, euhumide und perhumide tropische Regenwaldklimate) mit mehr als 1500 mm Jahresniederschlag – im Mittel 1800 bis 2800 mm, in Berglagen mit Steigungsregen regelmäßig mit Werten über 8000 mm–, weniger als drei trockenen Monaten und einer Jahresmitteltemperatur zwischen 24 und 28 °C vor. Bis 1000/1200 Meter spricht man von tropischem Tieflandregenwald. Darüber schließt sich der tropische Bergregenwald bis auf 1800/2000 Meter an.
Je nach Höhe des unteren Kondensationsniveaus wird der Bergregenwald – oder ein oberer Teil davon – als Wolkenwald bezeichnet. Während die kalt-tropischen Nebelwälder ab etwa 2000 m definitiv nicht mehr zu den Regenwäldern gezählt werden, ist die Zuordnung der Wolkenwälder uneinheitlich: Manche Autoren setzen sie mit den Bergregenwäldern gleich, manche mit den Nebelwäldern, andere nutzen den Begriff gar nicht.
Alle Übergänge sind fließend und damit schwer erfassbar. Insbesondere die Unterschiede zwischen Tiefland- und Bergregenwäldern sind floristisch schwer zu ermitteln, sodass die Trennung im Allgemeinen anhand der Jahresmitteltemperatur von 24 °C erfolgt (Die Bezeichnung Berg-Regenwald ist irreführend, da sie nicht als die Bergwälder der feuchten Tropen betrachtet werden. Dies bleibt den vorgenannten Nebelwäldern vorbehalten.)
Einige Tieflandregenwälder weisen ein enorm hohes Alter auf: So stützen Pollenfunde die Annahme, dass der Wald auf Borneo seit 30 bis 60 Millionen Jahren nahezu gleich geblieben ist. Dies war möglich durch etliche Refugialräume, die auch während der Kaltzeiten klimatisch ausreichende Bedingungen für Regenwälder boten.
Tropische Regenwälder weisen eine besonders große biologische Vielfalt auf, die im Bergregenwald häufig noch größer ist als in der Tieflandstufe: So liegen alle fünf Megadiversitätszentren der Erde in feuchttropischen Gebirgen.
Aufgrund der hohen Niederschlagsmengen fließen durch viele tropische Regenwälder bedeutende Ströme, an erster Stelle der Amazonas im nördlichen Südamerika und danach der Kongo in Zentralafrika, die jeweils die beiden größten Wald-Fluss-Landschaften der Tropen bilden.

## Definition
Aus Sicht der Geobotanik (Pflanzengeographie) ist der tropische Regenwald ein natürlicher Vegetationstyp, der vor allem unter den Bedingungen des Tropisches Regenwaldklimas entsteht. In ihrer erdumspannenden (geozonalen) Ausdehnung gehören die feuchttropischen Wälder zu den Vegetationszonen.
Aus Sicht der Ökologie gehört der tropische Regenwald zu den größtmöglichen (abstrakten) Ökosystemen, die zusammen die Biosphäre bilden. Er selbst wird aus typischen Biomen oder Ökoregionen gebildet, die sich wiederum aus den zugehörigen kleinräumigen (konkreten) Bio- und Ökotopen zusammensetzen. Diese untergliedern wiederum das erdumspannende Zonobiom der tropischen Regenwaldgebiete bzw. die Ökozone der immerfeuchten Tropen.

## Verbreitung und Zustand

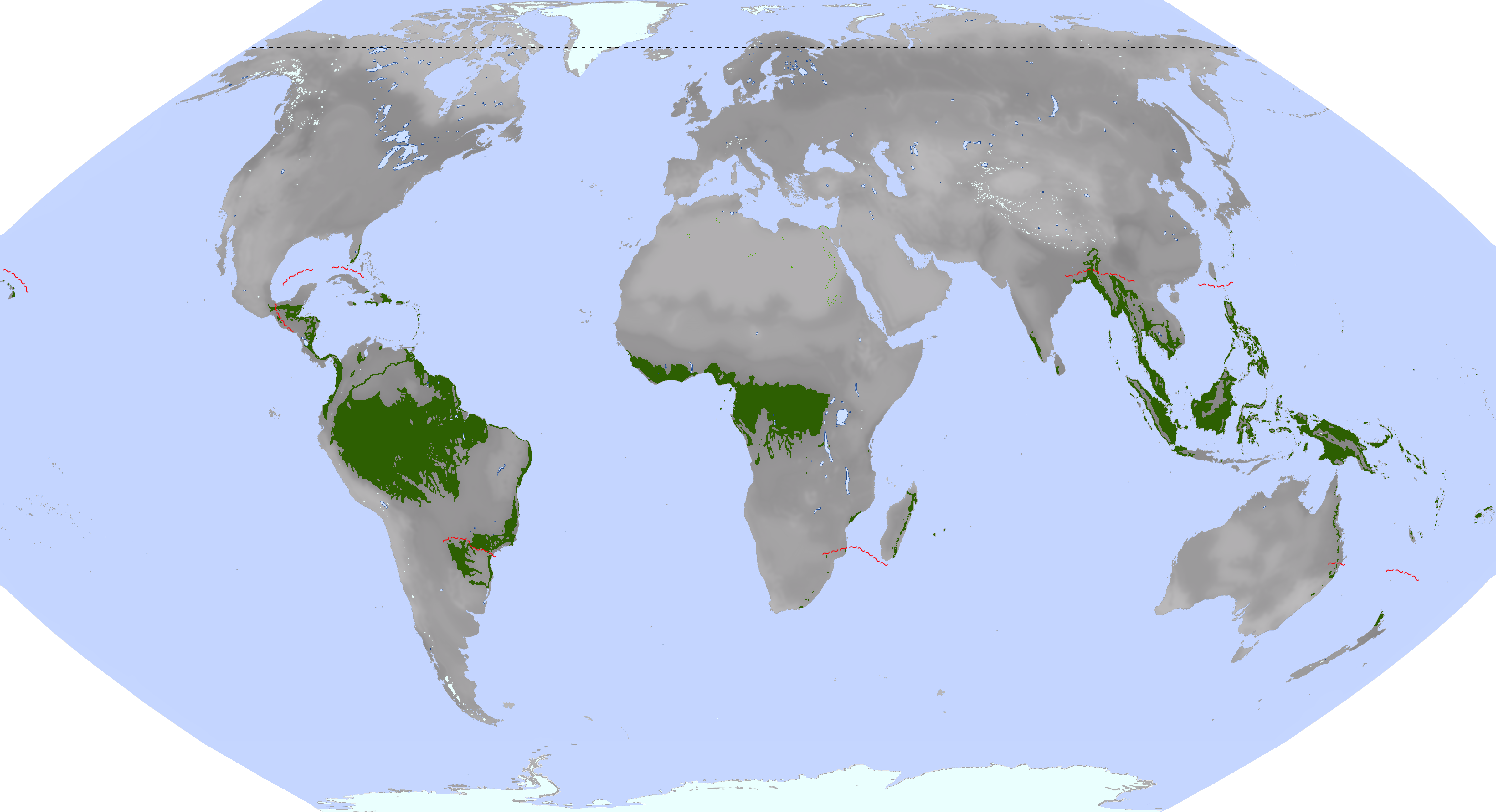
Lage der (sub)tropischen Tiefland- und Bergregenwälder (ohne Nebelwälder). Die roten Tilden zeigen den ungefähren Übergang von subtropischen zu tropischen Regenwäldern

Der tropische Regenwald ist eine äquatoriale Vegetationszone. Sie reicht in ihrer maximalen Ausdehnung einschließlich der ineinander übergehenden subtropischen Regenwälder etwa von 29° nördlicher Breite (Vorketten des Himalaya im nordostindischen Bundesstaat Arunachal Pradesh) bis 37° südlicher Breite (Region Auckland im Norden Neuseelands). Im engeren Sinn reichen die tropischen Regenwälder etwa bis zu den Wendekreisen auf jeweils ca. 23°. Legt man die Effektive Klimaklassifikation nach Köppen/Geiger (Af-Klima) zu Grunde, liegen die nördlichsten tropischen Regenwälder bei 19°N in der Karibik und die südlichsten in Madagaskar bei 25°S. Die brasilianischen Atlantikwälder, fast alle Regenwälder Westafrikas sowie die immerfeuchten Wälder Indiens, Myanmars, Thailands und Australiens sind demnach bereits Übergangswälder in andere Waldformen. Die (sub)tropischen Regenwälder gehen polwärts in die Zone der regengrünen Feuchtwälder oder -savannen über.
Tropische Regenwälder stehen in Süd- und Mittelamerika, Afrika (einschließlich Madagaskar), Süd- und Südostasien, Australien sowie Ozeanien beiderseits des Äquators.
Bezogen auf die potentielle natürliche Vegetation sind heute ca. 9 % der irdischen Landoberfläche tropische Regenwälder. Tatsächlich sind am Anfang des 3. Jahrtausends über 30 % der tropischen Regenwälder in einem weitgehend unbeeinflussten natürlichen Zustand. Diese Gebiete sind nahezu unbesiedelt. Weniger als 20 % sind noch naturnah und relativ gering beeinflusst. Diese Flächen sind allerdings zumeist stark fragmentiert und befinden sich durchweg im Wandel (entweder durch eine stetige Überführung in Nutzflächen oder durch Raubbau). Bei 50 % wurde die ursprüngliche Vegetationsdecke intensiv verändert und durch anthropogene Landschaften überprägt. In diesen Gebieten sind naturnahe Regenwald-Landschaften höchstens noch in kleinen Relikten anzutreffen.

## Ökologie

### Klimatische Bedingungen

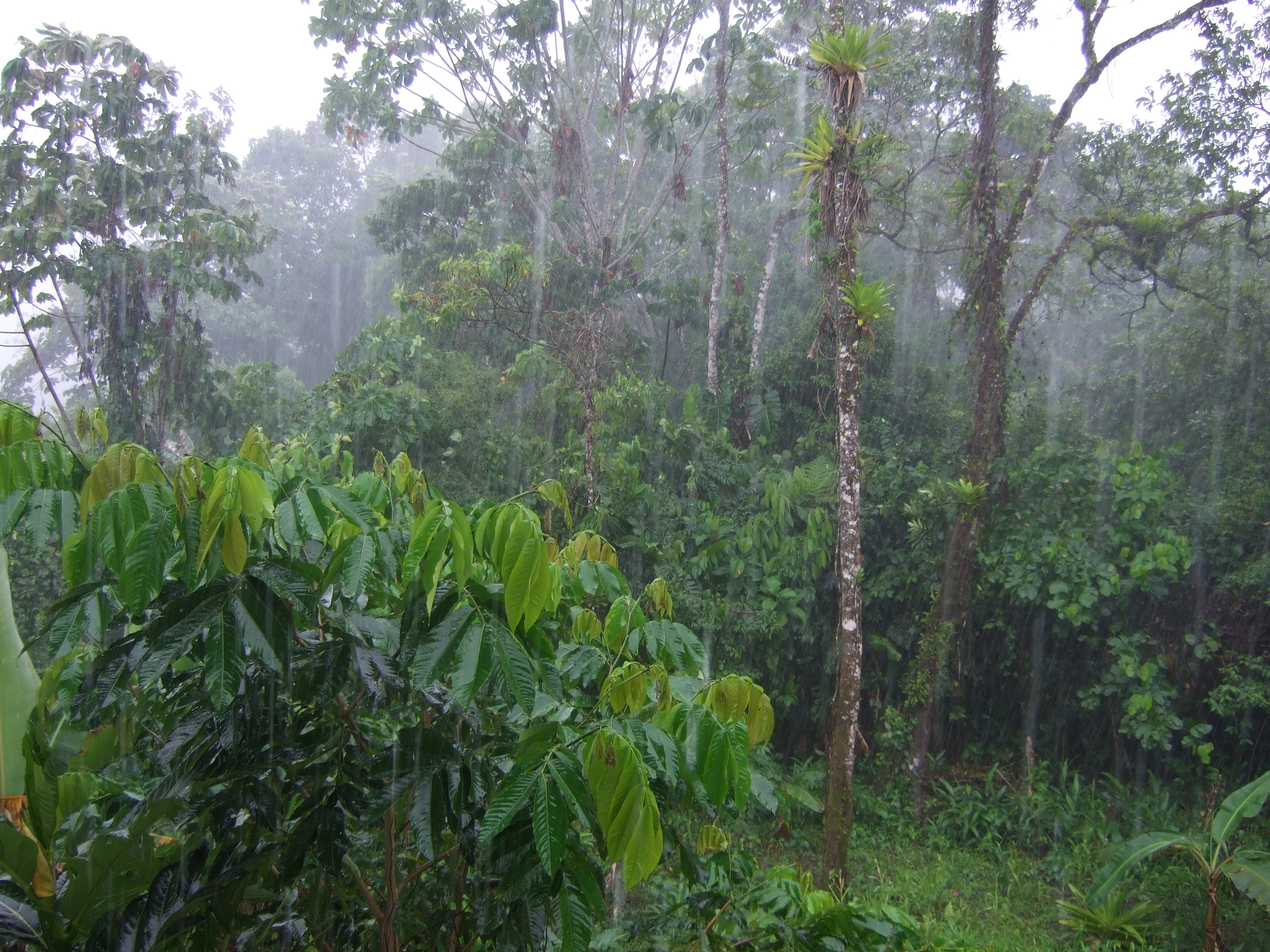
Täglicher Niederschlag im ecuadorianischen Regenwald bei Tena

Aufgrund der Nähe zum Äquator bleibt die Tageslänge im Jahreslauf weitgehend konstant. Die Sonne steht täglich etwa zwölf Stunden am Himmel, wobei die Dämmerung nicht einmal eine halbe Stunde dauert. Am frühen Vormittag, wenn sich bei zunehmender Sonneneinstrahlung Luft und Boden rasch erwärmen, steigt das verdunstende Regenwasser und das Wasser, das die Pflanzen durch ihre Transpiration abgeben, als feucht-warme Luft nach oben und ballt sich am Himmel in zunehmend dichteren Wolken zusammen. Nachmittags oder abends regnen diese Wolken in der Regel aus, häufig in Verbindung mit einem Gewitter.
Diese ganzjährigen Niederschläge, die im Frühjahr und im Herbst – während der so genannten Regenzeiten – besonders intensiv sind, führen dazu, dass mindestens in zehn Monaten des Jahres ein humides Klima herrscht. Gleichwohl verdunstet eine erhebliche Menge des Regens rasch wieder. Dieser Effekt wird durch das Blattwerk der Vegetation verstärkt, sodass die Vegetation selbst neuerlichen Niederschlag hervorruft. Die Niederschlagsmenge liegt in den Tieflandregenwäldern mit jährlich 2000 bis 4000 mm fünfmal höher als in Mitteleuropa, wo die Werte bei 400 bis 800 mm liegen.
An der Luv-Seite tropischer Berghänge können die Niederschläge sogar auf Jahreswerte zwischen 6.000 mm und 12.000 mm (am hawaiianischen Waiʻaleʻale) ansteigen. Insbesondere dort, wo feuchte Passatwinde das ganze Jahr über aus der gleichen Richtung wehen, fällt auch der Steigungsregen stets auf der gleichen Bergseite (Somit ergeben sich an den Bergkämmen sehr ausgeprägte Wetterscheiden).
Der Wechsel vom Tiefland- zum Bergregenwald ist fließend und in den meisten Fällen nicht eindeutig festlegbar. Während im montanen Wolkenwald deutlich geringere Regenmengen als im Tiefland vorherrschen, steigen sie im dazwischen liegenden Bergregenwald höhenwärts drastisch an, um etwa in der Mitte seiner vertikalen Ausbreitung das Maximum zu erreichen. Darüber regnet es wiederum wesentlich weniger, sodass Wolkenwälder in der Regel nicht mehr zu den Regenwäldern gerechnet werden (Dennoch herrscht auch hier permanente Feuchtigkeit durch die Kondensation der hohen Luftfeuchtigkeit).
Generell ändern sich die Temperaturen in tropischen Regenwäldern nur sehr geringfügig. Die jahreszeitlichen Schwankungen betragen nur etwa 6 °C, die Tageshöchsttemperatur im wärmsten Monat beträgt ca. 30 °C, im kühlsten Monat sind es etwa 24 °C. Auch von Jahr zu Jahr schwanken die mittleren Jahrestemperaturen mit nur 0,5 °C kaum. Am ausgeprägtesten sind die Unterschiede zwischen der Tageshöchst- und der nächtlichen Tiefsttemperatur, die bis zu 10 °C betragen können. Weil unterscheidbare Jahreszeiten mit Vegetationspausen fehlen, bezeichnet man das Klima der tropischen Regenwälder auch als Tageszeitenklima.

### Erscheinungsbild

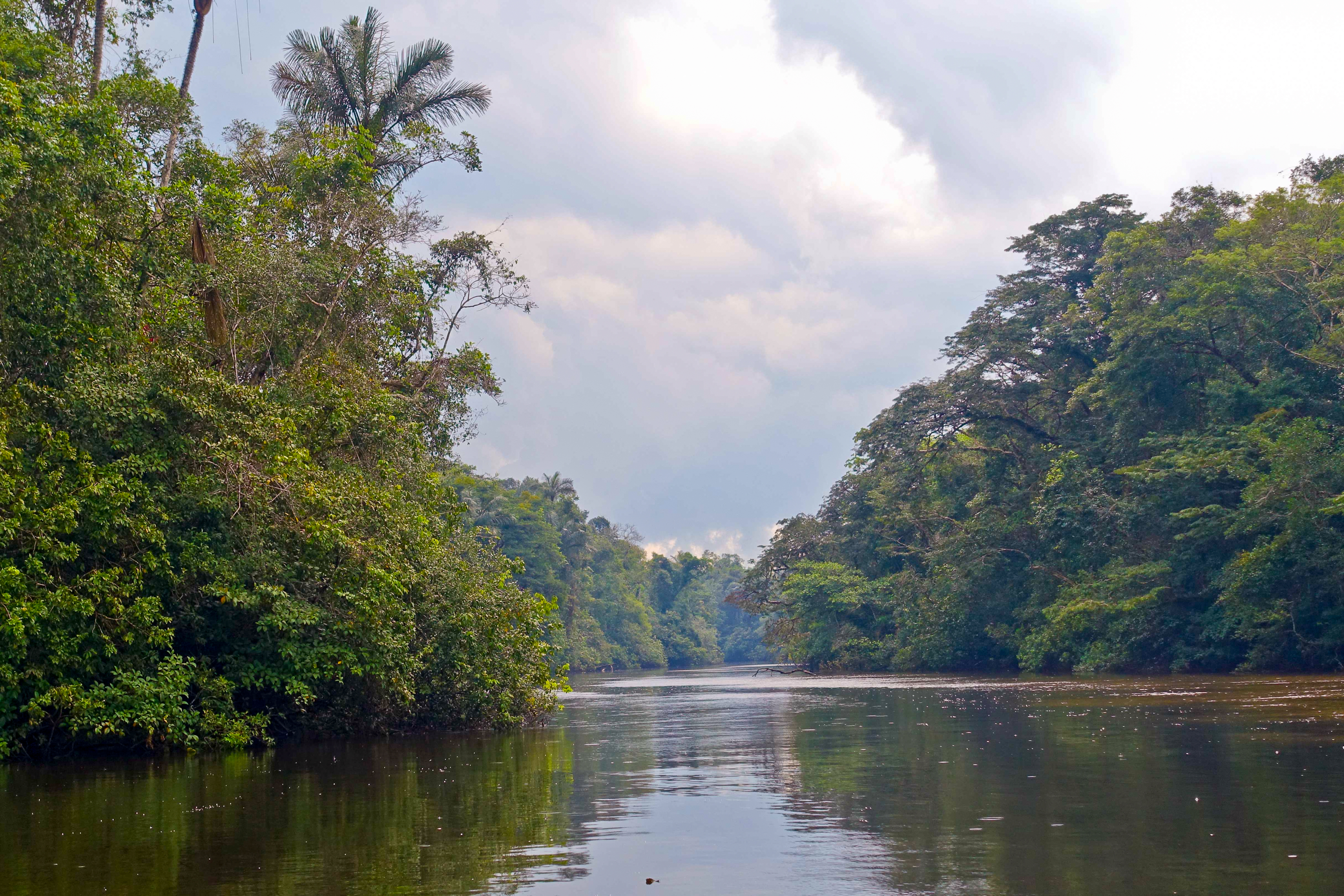
Die Tieflandregenwälder werden durchzogen von einem dichten „Netz“ zahlloser Fließgewässer

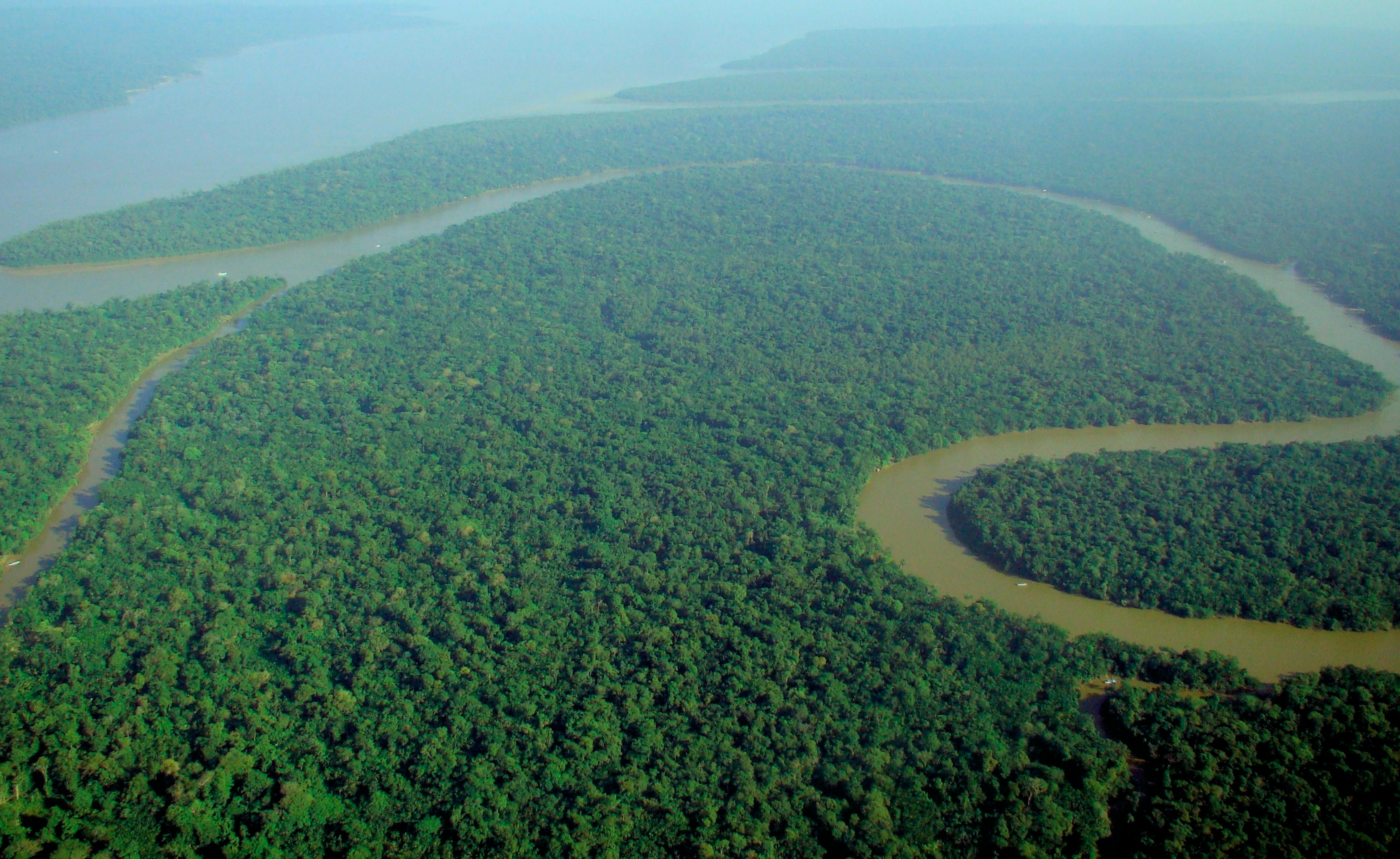
Blick von oben über den Regenwald am Amazonas

Charakteristisch für das äußere Erscheinungsbild des immergrünen tropischen Regenwalds ist der so genannte Stockwerkbau, der sich beim Tieflandtyp vom Wurzelwerk über die bodennahe Krautschicht und die bis zu fünf Meter hohe Etage des Buschwerks bis hinauf zum dichten Hauptkronendach in 40 Meter Höhe und einzelnen, bis mehr als 20 m darüber hinausragenden „Urwaldriesen“ (sogenannten Emergenten) erstreckt.
Da in jedem „Stockwerk“ andere, aber relativ konstante ökologische Bedingungen herrschen, haben sich im Verlauf der Evolution in den unterschiedlichen Höhen extrem viele und extrem spezialisierte Tier- und Pflanzenarten entwickelt, die zudem häufig nur in einem kleinen Verbreitungsgebiet leben und daher eine nur geringe Populationsgröße aufweisen. So kommt es, dass die tropischen Regenwälder weltweit eine besonders hohe Artenvielfalt sowohl hinsichtlich der Fauna als auch der Flora besitzen.
Die kollinen bis submontanen Bergregenwälder (auch Oreotropische Lorbeerwälder genannt) sind im allgemein durch kleinere Bäume (20 bis unter 40 Meter), weniger „Stockwerke“, dichteren Unterwuchs, eine geringere Baumartenzahl mit kleineren Blättern, ein unterschiedliches Arteninventar – etwa weniger Palmen, eine größere Anzahl von Lianen sowie mehr Baumfarne und Epiphyten (Aufsitzerpflanzen) – gekennzeichnet (Die beiden zuletzt genannten Taxone haben jedoch erst in den Nebelwäldern ihren Verbreitungsschwerpunkt. Auf einem Trägerbaum sind bis zu 80 verschiedene Aufsitzerarten gezählt worden). Ebenfalls geht das Vorkommen von Brettwurzeln und Blättern mit Träufelspitzen, die im Tieflandregenwald typisch sind, bergwärts zurück.
Die Unterscheidung von Tiefland- und Bergregenwäldern ist aufgrund der fließenden Übergänge des Artensprektrums und der Pflanzenformationen sowie der regionalen Unterschiede schwierig, sodass es je nach Autor unterschiedliche Festlegungen gibt. Häufig genannt werden 1000 m (bisweilen 1500 m) als Obergrenze für den Tieflandregenwald sowie von rund 2000 Metern für den Bergregenwald. Häufig ist die Biodiversität im Bergregenwald größer als in der Tieflandstufe: So liegen alle fünf Megadiversitätszentren der Erde in feuchttropischen Gebirgen.

### Stoffkreisläufe

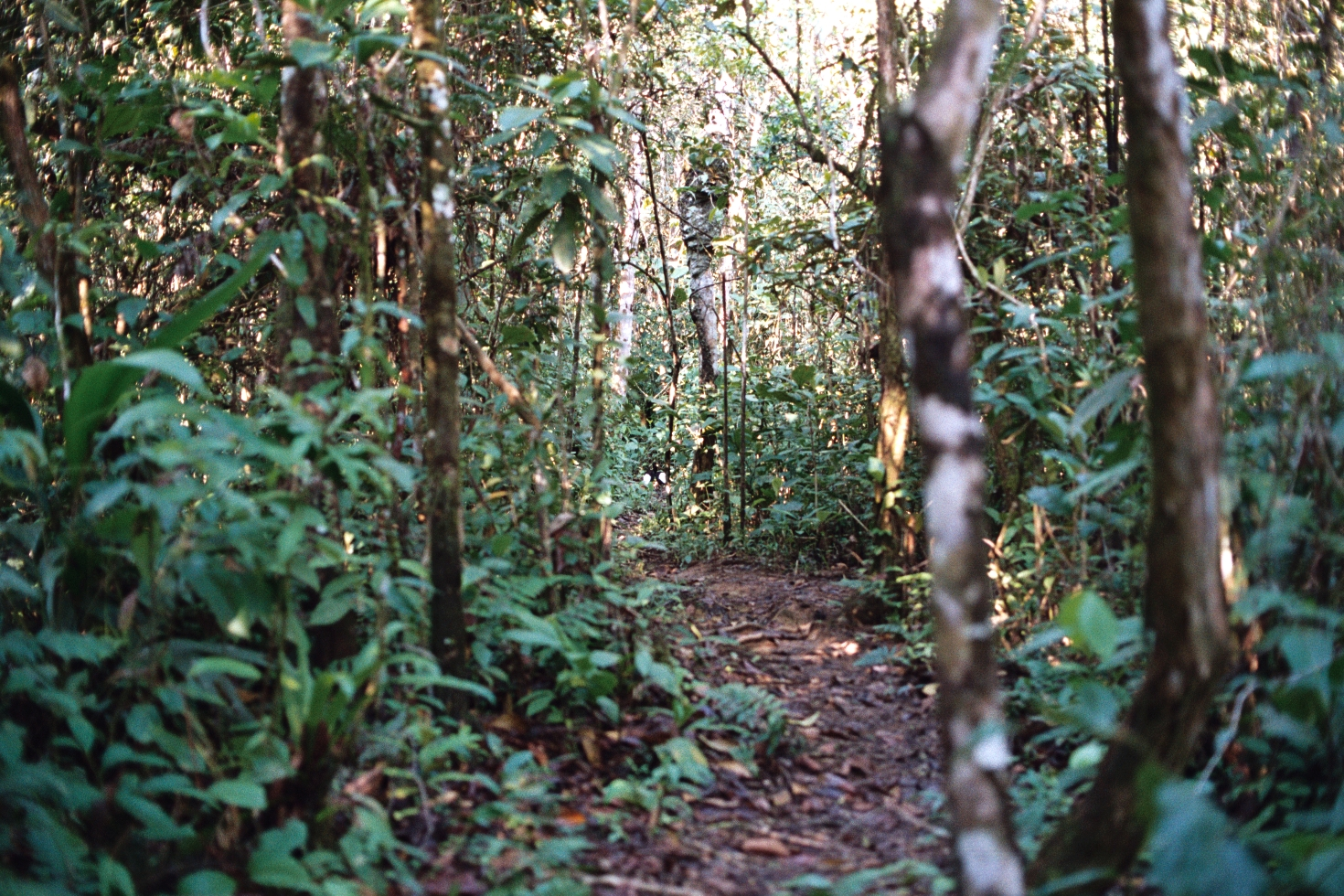
Der Boden vieler primärer Regenwälder ist nur von geringem Unterwuchs bestanden

Immergrüne tropische Regenwälder besitzen aufgrund der ganzjährigen Vegetationszeit Stoffkreisläufe, die von Jahreszeiten unabhängig sind. Die meisten Wälder stehen auf alten, stark verwitterten Böden (vgl. Abschnitt Böden). Die mineralischen Bestandteile dieser Böden, vor allem der Kaolinit, können kaum Nährstoffe oder Wasser speichern. Neben Stickstoff und Phosphor sind daher auch Nährstoffe wie Kalium, Calcium und Magnesium entweder in die lebende Biomasse überführt oder an den Humus gebunden. In denjenigen Böden, in denen die Verwitterung noch nicht in große Tiefe fortgeschritten ist, sind im Unterboden noch Dreischichttonminerale zu finden, die größere Nährstoffmengen speichern können. Meist sind auch bis in größere Tiefen noch gewisse Humusmengen vorhanden. Von dort können tiefwurzelnde Bäume Nährstoffe aufnehmen.
Die Streu wird von Bodentieren in den Mineralboden eingearbeitet und aufgrund der klimatischen Bedingungen von Bakterien und Pilzen extrem schnell und kontinuierlich zersetzt. Nur geringe Mengen werden in stabile Humusverbindungen überführt. Die meisten abgestorbenen organischen Substanzen werden vollständig mineralisiert und die Nährstoffe somit in anorganischer Form den Pflanzen rasch wieder zur Verfügung gestellt. Flach wurzelnde Pflanzen können diese Nährstoffe direkt aufnehmen. Bei mykorrhizierten Pflanzen führen die Mykorrhizapilze die Nährstoffe unmittelbar nach ihrer Freisetzung wieder in die Pflanzen.
Einige Pflanzenteile fallen nicht einmal bis zum Boden, sondern werden schon in größerer Höhe zersetzt und die Nährstoffe von epiphytischen Pflanzen aufgenommen.
Wird dagegen gerodet, führt dies zur Temperaturerhöhung im Oberboden, und die natürliche Mineralisierung des dort vorhandenen Humus wird beschleunigt, was zusätzliche Nährstoffe freisetzt. Bei Brandrodung verbrennen oberirdische Biomasse und Streuauflage. Der Kohlenstoff geht als Kohlendioxid in die Atmosphäre, und es können keine organischen Stoffe als Streu in den Boden gelangen. Diese beiden Effekte (weniger Input durch verringerte Streuzufuhr und mehr Output durch erhöhte Mineralisierung) vermindern die Humusvorräte im Boden. Die in Biomasse und Streuauflage vorhandenen Nährstoffe liegen nach dem Brand ebenfalls als Oxide vor. Stickstoff- und Schwefelverbindungen entweichen überwiegend direkt in die Atmosphäre, während die anderen Nährstoffe großteils in der Asche zu finden sind. Da der Humus, an dem die meisten von ihnen hätten gespeichert werden können, stark dezimiert ist, werden sie überwiegend rasch ausgewaschen. Der Brand bewirkt ferner eine Erhöhung der pH-Werte im Oberboden, kurzfristig sogar in den alkalischen Bereich, danach pendeln sie sich für wenige Jahre auf Werte zwischen 5 und 6,5 ein. Dadurch werden vorhandene Nährstoffe, insbesondere Phosphor, besser verfügbar.

### Böden

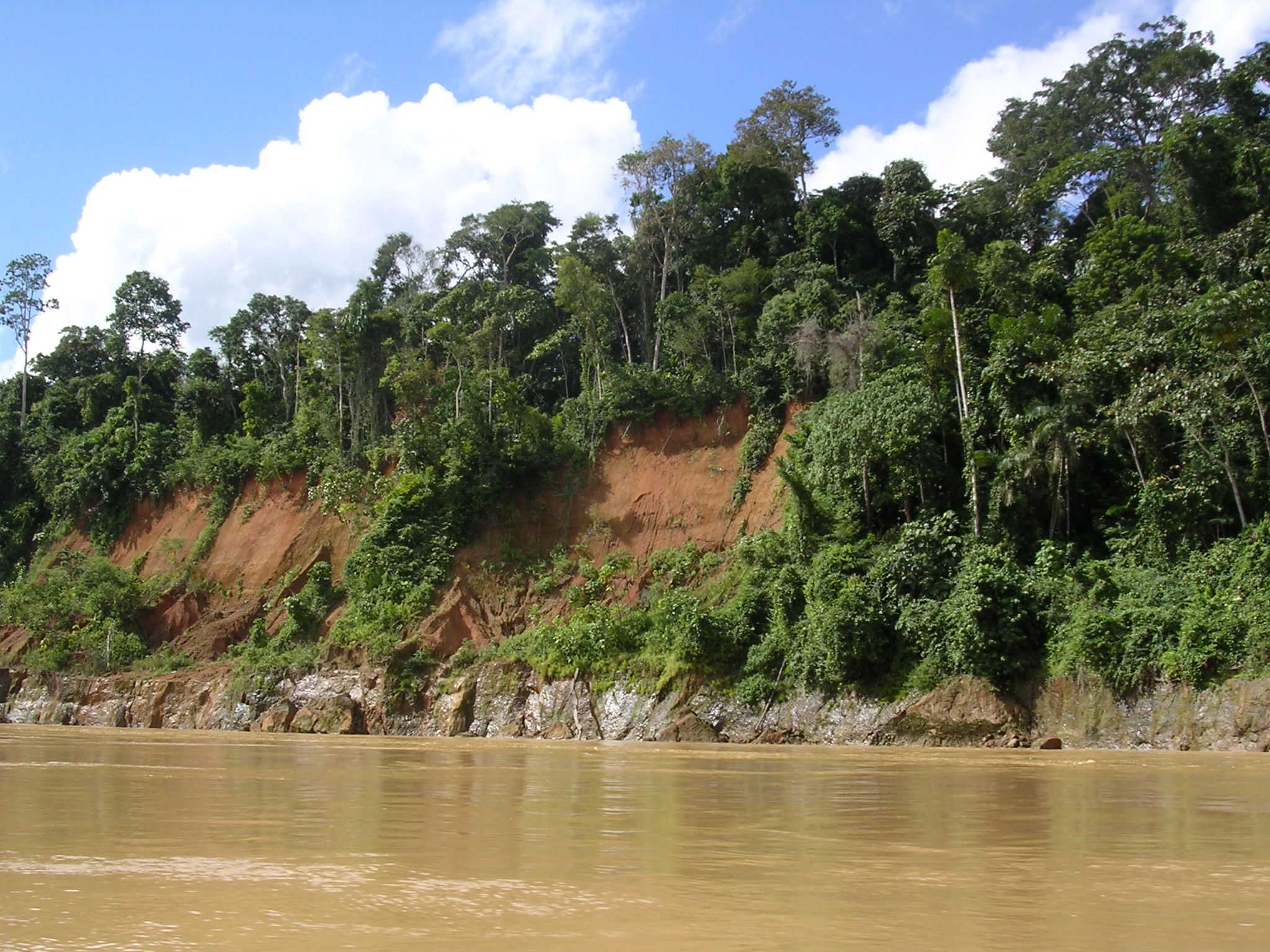
An der Uferböschung des Río Madre de Dios (Peru) wird der rote, kaolinithaltige Boden sichtbar

Tropische Regenwälder sind wegen der stetigen Versorgung mit Wasser besonders üppig begrünte Gebiete. Dieser Anschein von unbegrenztem Wachstumspotential trügt jedoch, da er nur von der oberhalb des Bodens sichtbaren Vegetation abgeleitet ist. Tatsächlich hat der Boden – im Unterschied zu europäischen Mischwäldern – nur ein eingeschränktes Nährstoffspeichervermögen und ist somit relativ unfruchtbar. Seit vielen Millionen Jahren waren die Böden der meisten Regenwälder unentwegt der feucht-warmen Witterung ausgesetzt, so dass das Gestein extrem stark und mancherorts bis zu 50 Meter tief verwittert ist. Aus den Silikaten des Ausgangsgesteins bildeten sich vornehmlich Kaolinit, Eisenoxide und Aluminiumoxide. Bestimmte Eisenoxide, vor allem der Hämatit, verleihen den tropischen Böden ihre rote Farbe. Quarz, sofern er im Ausgangsgestein vorhanden war, reichert sich an. Der verbreitetste Bodentyp heißt Ferralsol (gemäß dem internationalen Bodenklassifikationssystem World Reference Base for Soil Resources (WRB)). Ferralsole haben Tonminerale mit einer denkbar geringen Kationenaustauschkapazität und sind in der Regel mäßig sauer (pH-Wert um 5). Sie können die Pflanzen nur mit Nährstoffen versorgen, solange die Humusgehalte hoch sind (vgl. Abschnitt Stoffkreisläufe). Ebenfalls häufig sind Acrisole. Sie sind im Oberboden saurer sowie ton- und humusärmer, haben jedoch Tonminerale mit einer etwas höheren Kationenaustauschkapazität. Daneben treten kleinflächig auch Plinthosole auf. Das sind Böden mit hohen Eisenoxidanreicherungen, die durch Redoxprozesse charakteristische Muster bilden. Oxidreiche Horizonte können aushärten und werden dann Laterit genannt. Laterithorizonte sind ein physikalisches Hindernis für das Wurzelwachstum. In tropischen Gebirgen, wie etwa in Südostasien, kommt durch Erosion ständig unverwittertes oder wenig verwittertes Gestein an die Oberfläche, so dass die Zeitdauer der Verwitterung für die Ausbildung von Ferralsolen nicht ausgereicht hat. Hier dominieren fruchtbarere Böden wie Cambisole, Alisole oder Nitisole. In Vulkangebieten sind auch Andosole verbreitet.

## Pflanzen- und Tierwelt
Unter anderem durch die weitläufige Verteilung der einzelnen Baumarten entstand in den tropischen Regenwäldern insgesamt die größte Artenvielfalt der Erde. Obwohl sie nur noch 7 % der Erdoberfläche bedecken, befinden sich dort nach verschiedenen Schätzungen zwischen 40 % und mehr als 70 % aller auf der Erde lebenden Arten, das sind möglicherweise mehr als 30 Millionen Tier- und Pflanzenarten.

### Flora

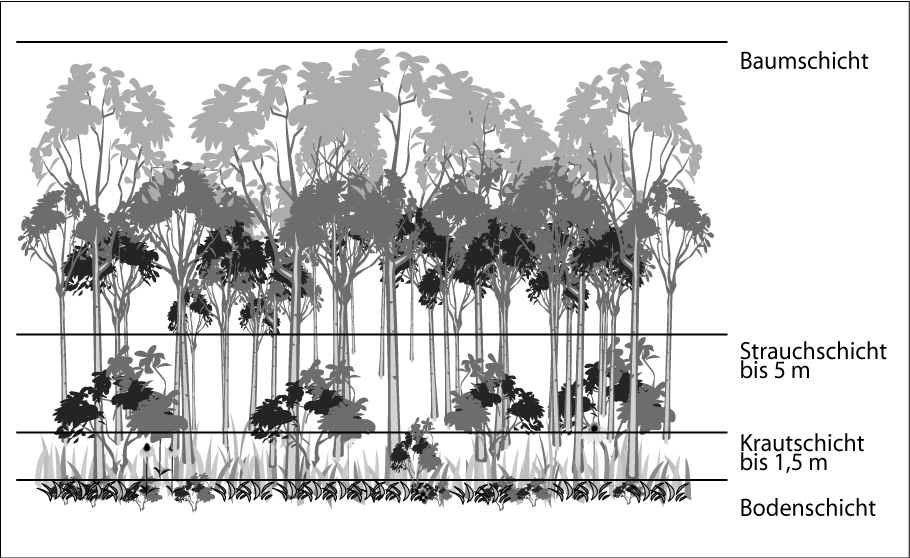
Stratifikation im tropischen Regenwald

Im tropischen Regenwald wachsen die Pflanzen sowohl extrem dicht nebeneinander als auch in einer bestimmten vertikalen Staffelung, die als Stratifikation oder Stockwerkbau bezeichnet wird. Häufig werden vier bis sechs unterschiedliche Etagen beschrieben, die jedoch nicht immer strikt voneinander getrennt werden können, sondern ineinander übergehen; die Ausprägung der verschiedenen Stockwerke hängt auch vom Standort des Waldes (beispielsweise der Höhenstufe) ab.
- die Bodenschicht, bestehend aus dem Wurzelwerk der Pflanzen sowie aus einer meist sehr dünnen Humusdecke
- die Krautschicht, zu der beispielsweise Moose, Farnpflanzen und andere Bodendecker mit sehr geringem Lichtbedarf gehören können
- die Strauchschicht bis zur Höhe von ca. 5 m, zu der auch junge Bäume gehören
- die Schicht der niedrigen Bäume
- die Kronenschicht mit ihrem Hauptkronendach in ca. 40 m Höhe
- die als „Baumriesen“ bekannten so genannten Urwaldriesen die vereinzelt bis in ca. 60 m Höhe über das Hauptkronendach hinausragen

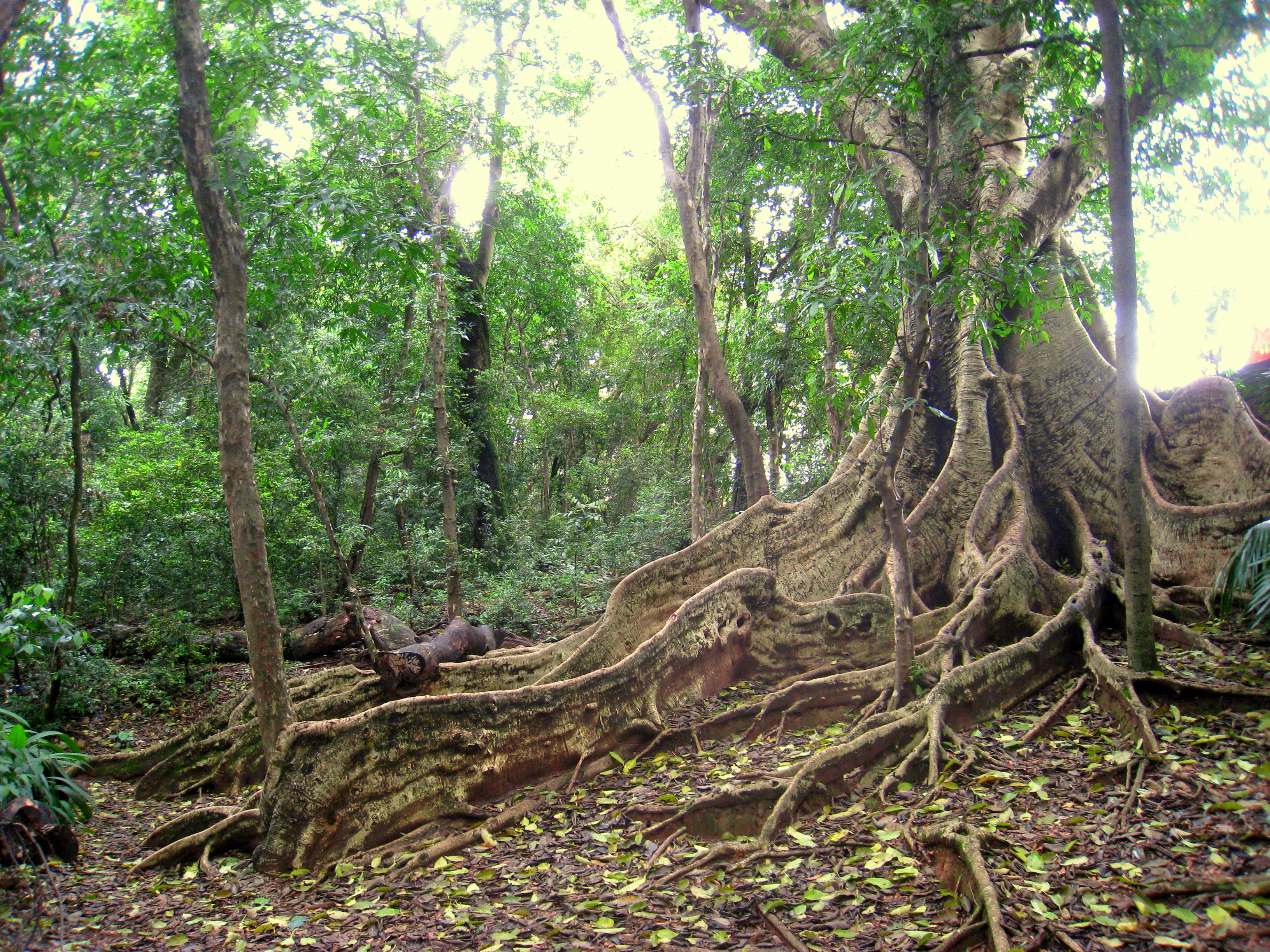
Flaches, weit auslaufendes Wurzelwerk aus mächtigen Brettwurzeln im brasilianischen Regenwald

Die Bäume haben in der Regel flache, weit auslaufende Wurzeln, die entweder als Brett- oder als Stelzwurzeln ausgebildet werden.
Häufige Kletterpflanzen des Regenwaldes sind Lianen und Würgefeigen. Auf den Bäumen wachsen vielfach Epiphyten (blütentragende Aufsitzpflanzen, etwa Bromelien) und Epiphylle (Farne, Moose und Flechten). Sie wachsen auf Astgabeln und Zweigen der Bäume, gehen dabei aber keine physiologische Verbindung mit dem Trägerbaum ein. Die Epiphyten nutzen in den oberen Regionen der Bäume das dort stärkere Licht. Da es in der Höhe an Wasser und Nährstoffen mangelt, nutzen sie sogenannte Nischenblätter zur Bildung von Hohlräumen, in denen Humus entsteht und Wasser gesammelt wird. Viele Bromelien bilden wiederum mit ihren Blättern Zisternen, in denen sich Wasser sammelt. Dieses Wasser wird mit der Hilfe spezieller Absorptionsorgane (Saugschuppen) über die Blattoberfläche aufgenommen.
Epiphytische Orchideen wiederum besitzen Luftwurzeln, die mit einem Absorptionsgewebe überzogen sind. Lianen dagegen wurzeln im Boden und entfalten ihre Blätter erst im Kronendach. Dabei sind sie auch in der Lage, Luftwurzeln auszubilden, um eine zusätzliche Wasserversorgung zu gewährleisten. Hemi-Epiphyten haben einen Mittelweg für die Nährstoffversorgung gefunden: Sie beginnen ihr Leben als Epiphyt (Versorgung über die Blätter) und bilden bei Versorgungsengpässen Verbindungen zum Boden aus, um sich Wasser und Nährstoffe zu beschaffen.

### Fauna

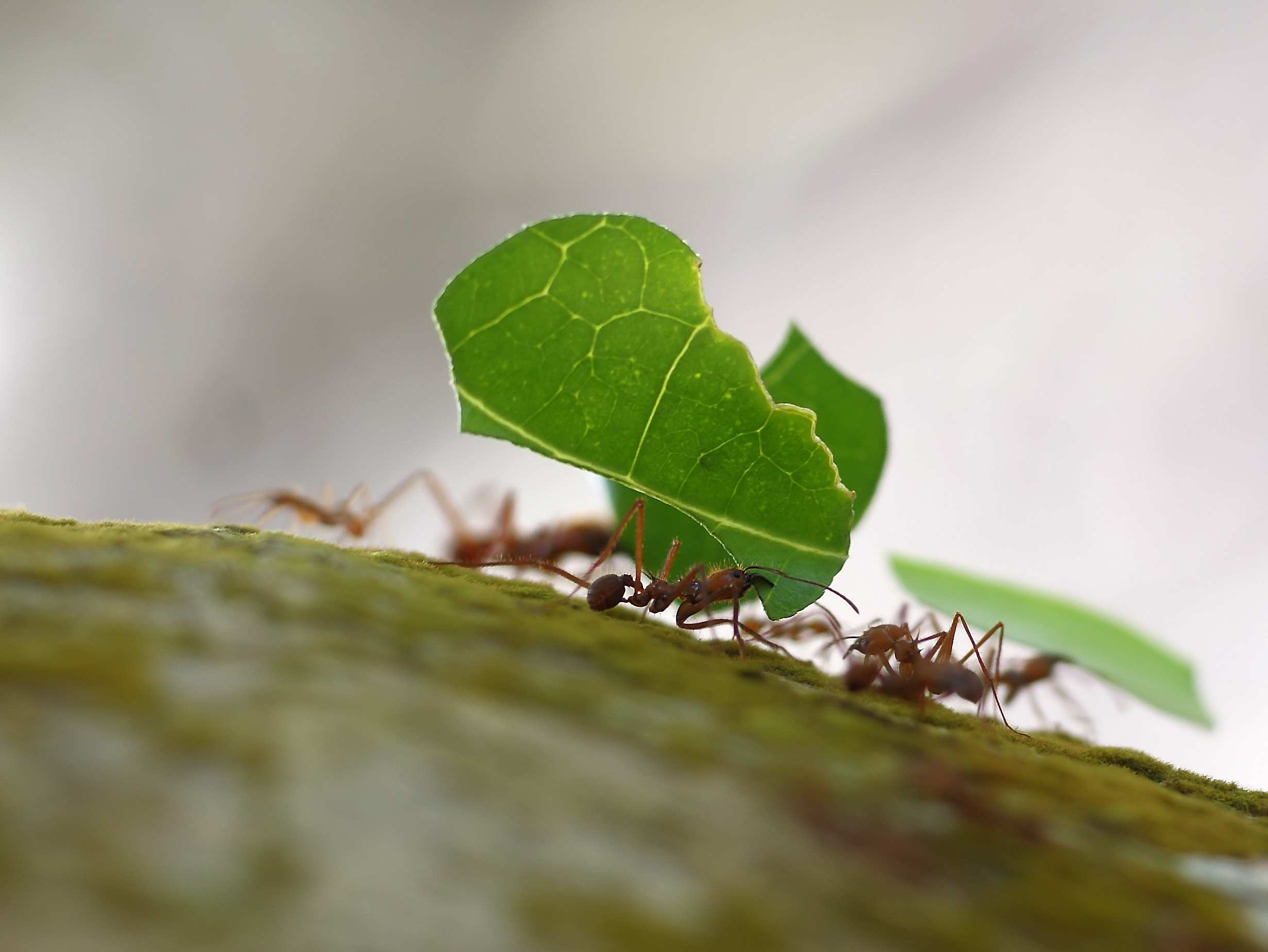
Gliederfüßer (hier Blattschneiderameisen) stellen die größte Tiergruppe im Regenwald dar

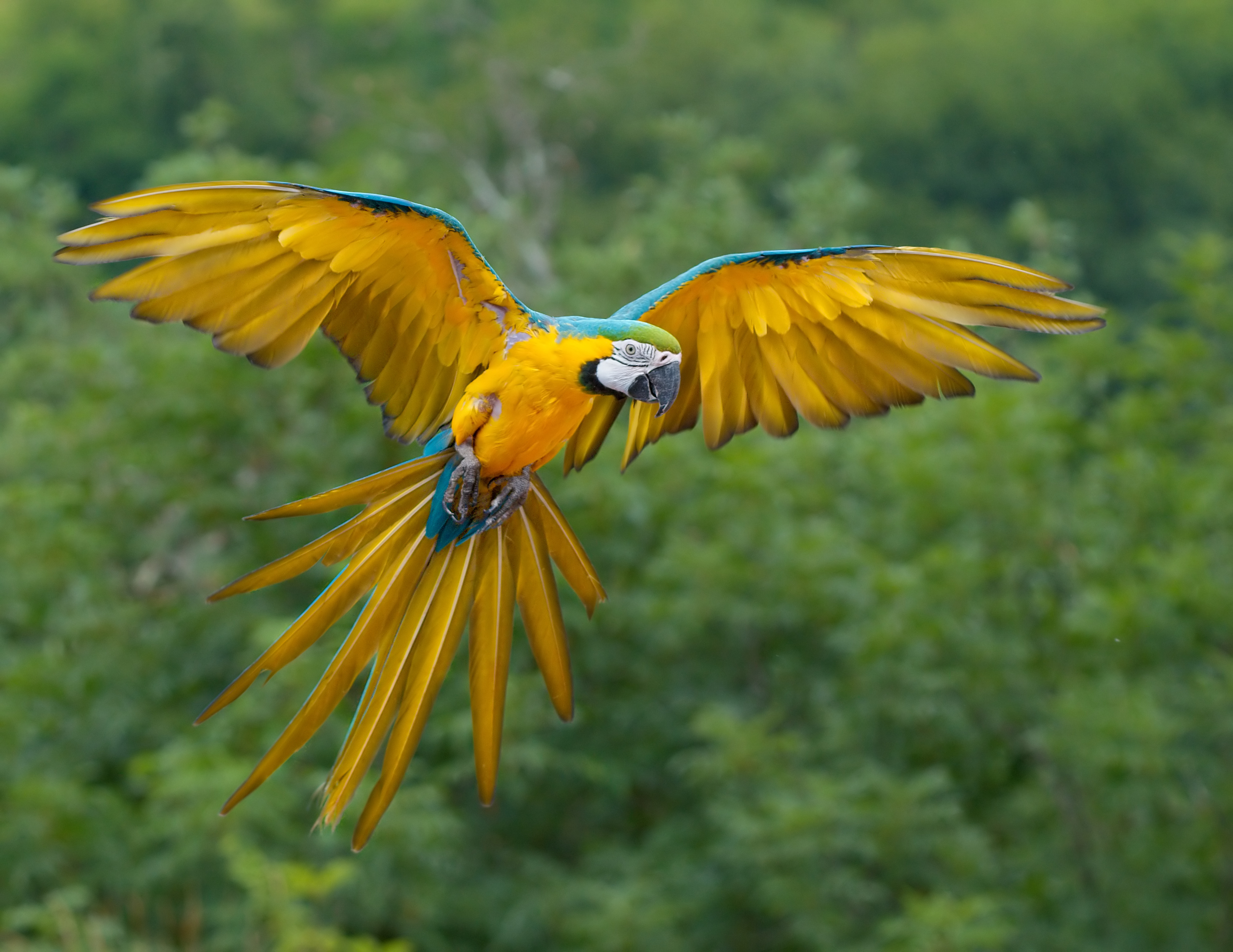
Gelbbrustara

Auch die Fauna der tropischen Regenwälder ist von einer außerordentlich großen Artenvielfalt geprägt. Den weitaus größten Anteil bilden dabei die Gliederfüßer – also Insekten, Spinnentiere, Tausendfüßer und Krebstiere. Im Laufe der Zeit führte die natürliche Selektion zu einer immer besseren Anpassung der Fauna an die ökologischen Bedingungen des Regenwaldes. Beispielsweise verbringen die auffällig gefärbten Baumsteigerfrösche Mittel- und Südamerikas ihr ganzes Leben in den Baumkronen – ihr Laich entwickelt sich in den Pfützen von Bromelienblättern. Wie viele andere Amphibien der Regenwälder sind sie sehr giftig.
Einige Reptilien des Regenwaldes erreichen eine beachtliche Größe. Zu nennen sind hier mehrere Krokodilarten oder die südamerikanischen Anakondas. Etwas kleinere Reptilien treten aus der Gruppe der Schildkröten und der Chamäleons auf.
Die Vögel des Regenwaldes tragen oft ein auffällig buntes Gefieder, zu nennen sind hier etwa die Eigentlichen Papageien aller Regenwälder und Kolibris (Südamerika) und die Paradiesvögel (Neuguinea und Australien).
Die Säugetiere stellen nur eine kleine Artengruppe, das größte unter ihnen ist der afrikanische Waldelefant. Das größte Raubtier ist in Asien der Tiger und in Süd- und Mittelamerika der Jaguar. Auch Primaten kommen in den meisten großen Regenwäldern vor: Selten geworden ist der Orang-Utan, der in den Regenwäldern Südostasiens lebt; Gorilla, Schimpanse und Bonobo kommen in Afrika vor, dort und in Asien leben zudem viele Hundsaffenarten in Regenwäldern; schließlich die Lemuren in Madagaskar und viele mittelgroße und kleine Neuweltaffenarten in den amerikanischen Regenwäldern.
Die Flüsse der Regenwälder sind sehr fischreich. Sie ernähren in Südamerika Flussdelfine und Riesenotter.

## Menschen im Regenwald

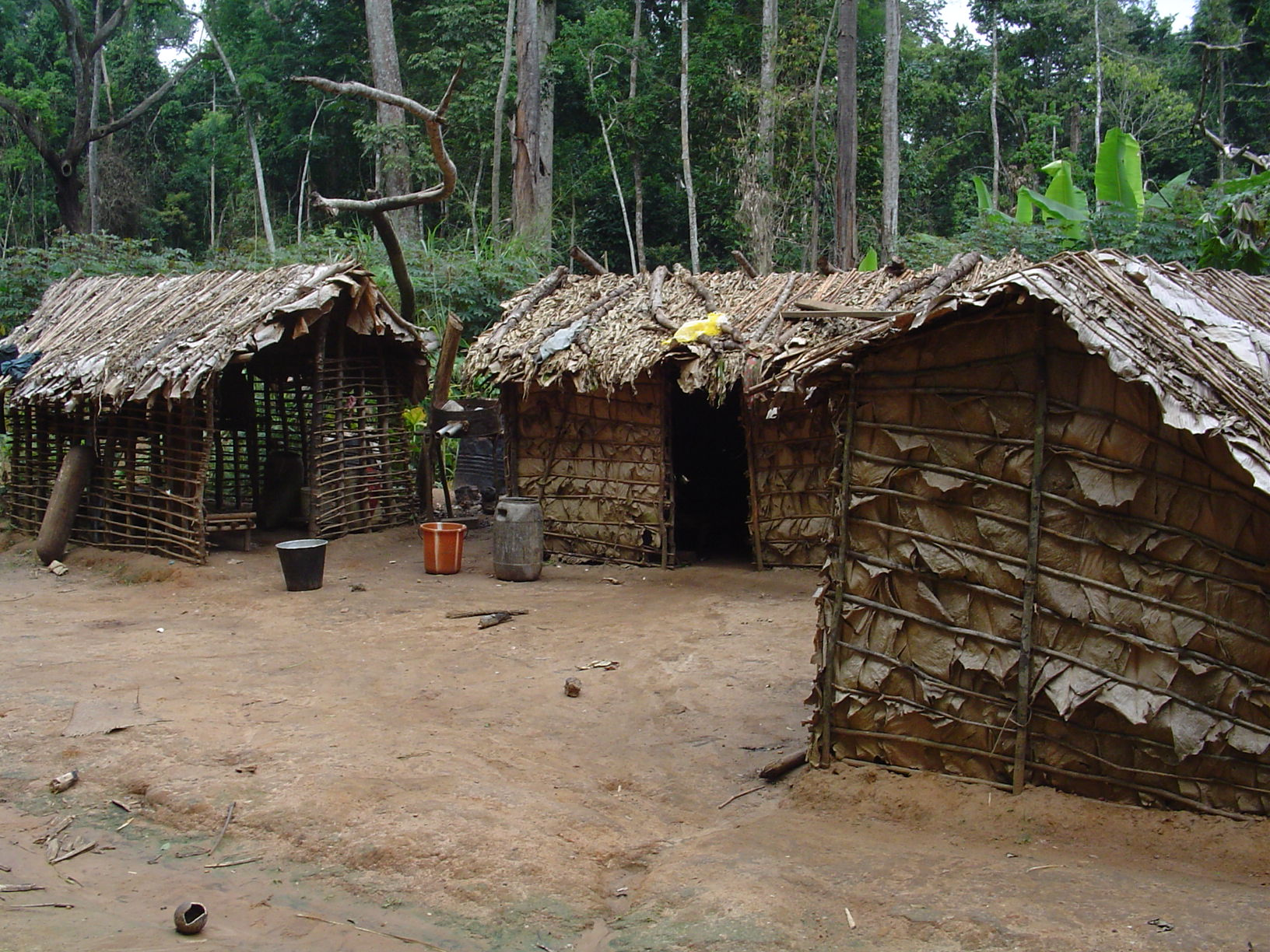
Pygmäen-Häuser aus Stöcken und Blättern im kongolesischen Regenwald

Tropische Regenwälder bieten nicht nur Tieren, sondern auch Menschen eine Heimat. Häufig sind dies indigene Völker, die eine eher isolierte Existenz in den Wäldern führen und weitestgehend eigenständig vom Wald und seinen Produkten leben können. Sie leben in der Regel als Jäger und Sammler, bauen aber auch Obst und Gemüse an, einige in Form des den ökologischen Verhältnissen angepassten Stockwerkanbaus. Einige, wie die Pygmäen-Völker in Zentralafrikas tropischen Regenwäldern, identifizieren sich selbst als „Waldvölker“.
Weitere Beispiele für Menschen im Regenwald sind die Palawan, ein indigenes Volk mit etwa 40.000 Angehörigen, das seit Tausenden von Jahren die inzwischen letzten verbliebenen Stücke tropischen Regenwaldes auf der philippinischen Insel Palawan bewohnt. Auch im Amazonas-Regenwald in Brasilien und Peru lebt eine Vielzahl indigener Völker. Dazu zählen große Gruppen wie die Yanomami mit über 30.000 Angehörigen, aber auch viele kleinere, unkontaktiert lebende Gruppen mit nur wenigen hundert Mitgliedern, die meist nomadisch im Regenwald leben.
Durch die Gefährdung des tropischen Regenwaldes geraten auch indigene Völker und ihre Lebensweise unter Druck. Häufige Probleme sind Rodung des Regenwaldes und Erschließung zur Rohstoffausbeutung. Die Durchsetzung der international anerkannten Rechte indigener Völker (z. B. das Übereinkommen über eingeborene und in Stämmen lebende Völker in unabhängigen Ländern) kann auch zum Schutz des Regenwaldes beitragen. Der Yanomami-Park in Brasilien beispielsweise, das größte anerkannte indigene Gebiet im tropischen Regenwald weltweit, stellt eine Fläche von 9,6 Millionen Hektar Regenwald für die Yanomami zur Verfügung und hat das Eindringen von Holzfällern und Goldgräbern minimiert.

## Gefährdung des tropischen Regenwaldes
| Land                         | Waldfläche, 2005 (1000 km2) | Jährlicher Verlust 2000–2005 (1000 km2) | Jährlicher Verlust 2000–2005 (%) |
| ---------------------------- | --------------------------- | --------------------------------------- | -------------------------------- |
| Kamerun                      | 212                         | 2,2                                     | 1,0                              |
| Republik Kongo               | 225                         | 0,2                                     | 0,1                              |
| Demokratische Republik Kongo | 1336                        | 3,2                                     | 0,2                              |
| Gabun                        | 218                         | 0,1                                     | 0,0                              |
| Indonesien                   | 885                         | 18,7                                    | 2,0                              |
| Malaysia                     | 209                         | 1,4                                     | 0,7                              |
| Myanmar                      | 322                         | 4,7                                     | 1,4                              |
| Thailand                     | 145                         | 0,8                                     | 0,4                              |
| Brasilien                    | 4777                        | 31,0                                    | 0,6                              |
| Kolumbien                    | 607                         | 0,4                                     | 0,1                              |
| Peru                         | 687                         | 0,9                                     | 0,1                              |
| Venezuela                    | 477                         | 2,9                                     | 0,6                              |
| Madagaskar                   | 128                         | 0,4                                     | 0,3                              |
| Papua-Neuguinea              | 294                         | 1,4                                     | 0,5                              |

Die drei großen verbliebenen Regenwaldgebiete in Amazonien, Afrika und Südostasien/Neuguinea sind in unterschiedlichem Ausmaß durch verschiedene menschliche Aktivitäten gefährdet. Weltweit ist die Agroindustrie in zunehmendem Ausmaß die wichtigste Ursache, besonders in Südostasien. Jagd auf große Wirbeltiere in zugänglichen Waldgebieten kann große Auswirkungen auf die Ökosysteme haben. Waldbrände, die nach Rodungen von Bauern gelegt werden, sind ein zunehmendes Problem. In einigen Gebieten wird die Abholzung durch Kleinbauern dominiert, die häufig auf den Wegen der Holzfirmen immer tiefer in den Primärwald vordringen. Großflächige, kommerzielle Monokulturen werden zunehmend relevanter, insbesondere für große Viehzuchtbetriebe oder Futtermittel-Sojaanbau in Südamerika und Palmölplantagen in Südostasien. Politische Instabilität und bewaffnete Konflikte bereiten in einigen Regionen wie Afrika zusätzlich Probleme.
Im Jahre 1950 wurde die Ausdehnung der tropischen Regenwälder auf 16 bis 17 Millionen km² geschätzt, also etwa 11 % der Landfläche der Erde. Im Jahre 1982 zeigte die Auswertung von Geländeuntersuchungen, Luftaufnahmen und Satellitenbildern, dass nur noch 9,5 Millionen km² übrig waren. Eine erneute Bestandsaufnahme im Jahre 1985 zeigte die Vernichtung einer weiteren Million km².
Die Entwaldungsraten variieren deutlich zwischen den Regionen, am höchsten sind sie derzeit in Südostasien (Indonesien). In den nächsten Jahrzehnten ist aufgrund von Bevölkerungswachstum mit einer Verschärfung der Gefährdung zu rechnen.
Schutzgebiete können einen Beitrag zum Schutz von Regenwäldern leisten, sind jedoch häufig unterfinanziert und daher nicht effektiv. Integrated Conservation and Development Projects waren bisher kaum erfolgreich. Die Erweiterung der Liste gefährdeter Arten sowie Zertifizierungsmaßnahmen können helfen, wobei der Handel mit Holz, Bushmeat und anderen Forstprodukten sehr schwer zu kontrollieren ist.
Insgesamt ist die Situation kritisch, aber nicht hoffnungslos. Selbst in den am schwersten bedrohten Gebieten überleben Biota in kleinen Schutzgebieten oder verbleibenden Forstfragmenten. Mehr Arten werden überleben, wenn Parks effektiver geschützt werden und ungeschützte Gebiete nachhaltig geführt werden. Massive Finanzmittel sind hierzu erforderlich.

### Ursachen

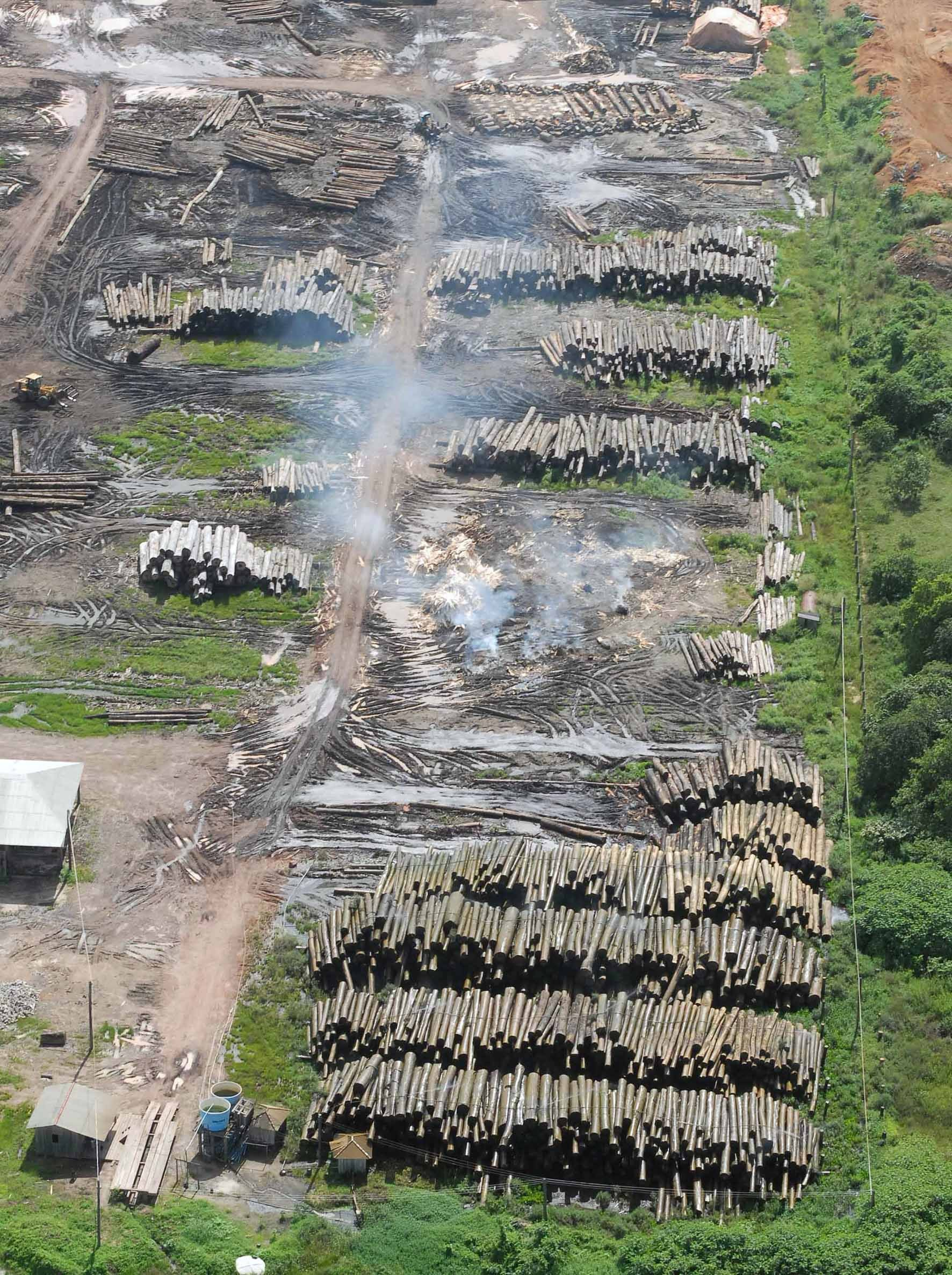
Illegale Holzentnahme in Brasilien

Legale und illegale Holzgewinnung ist oft der Hauptfaktor von Waldverlusten. In den meisten Fällen werden nur wenige Baumarten exportiert, so dass die Intensität gering ist. In Südostasien werden hingegen viele Arten gerodet, unter anderem weil der inländische Markt dort wichtiger und weniger selektiv als der Exportmarkt ist. Neue Straßen und Infrastruktur begünstigen verstärkte Holzentnahme, Jagd und Rodung durch landlose Bauern. Im Zuge von Holzentnahmen werden häufig Feuer gelegt, um störende Biomasse zu beseitigen.
Die kommerzielle Jagd nach Bushmeat, die eher lokal orientierte Jagd auf traditionelle Medizinprodukte sowie der Handel mit Wildtieren, die als Haustiere gehalten werden, bedroht viele Wirbeltiere in den Tropen. Damit werden auch Interaktionen wie Ausbreitungsmechanismen von Pflanzen, Samenfresser sowie der Prädation gestört.
Waldbrände kommen in den meisten ökologisch ungestörten Regenwäldern normalerweise nicht vor, außer unter Extrembedingungen wie El Niño mit ungewöhnlicher Trockenheit als Folge. Der fragmentierte Kronenschluss und die Verfügbarkeit leicht brennbaren Materials in Holzentnahmegebieten machen diese Gebiete besonders anfällig für Brände. Einzelne Brände führen zu positiven Rückkopplungen, da sie Kronenschluss senken und Brennmaterial bereitstellen, was zu einer Anfälligkeit für Brände bereits nach wenigen Wochen (anstatt Monaten) der Trockenheit führt. Waldbrände wurden in den letzten 25 Jahren aufgrund von Fragmentierung, Holzentnahme und Brandquellen häufiger. Bauern nutzen häufig die Brandrodung, können diese Brände jedoch nur schwer kontrollieren.
Zur Entwaldung, also der kompletten Entfernung des Waldes, tragen viele Faktoren bei. Der wichtigste Faktor ist die Rodung durch arme Kleinbauern, typischerweise Migranten aus anderen Landesteilen. Große landwirtschaftliche Betriebe sowie Ranches entstehen meist durch die Konsolidierung bereits gerodeter Flächen, wenngleich die Rodung durch Großbetriebe in einigen Regionen ein Hauptfaktor ist. Wanderfeldbau ist die gravierendste Ursache in Afrika, Ranching im tropischen Amerika, Plantagen in Südostasien und der mechanisierte Anbau von Sojabohnen in Brasilien. Die Entwaldungsraten unterscheiden sich von Region zu Region deutlich. In Asien ist die Rate etwa zweimal so groß wie in Afrika, während sie in Amerika am geringsten ist. Auch innerhalb der Regionen besteht eine Variabilität, etwa ist die Entwaldungsrate im Amazonasgebiet Brasiliens, in Teilen Madagaskars und in Zentralsumatra mit mehr als 4 % pro Jahr sehr hoch.
Invasive Arten stellen eine Bedrohung für ozeanische Inseln wie Hawaii dar. Kontinentale Regenwälder sind deutlich widerstandsfähiger, wenngleich es auch dort zunehmend Fälle von Störungen und Fragmentierungen gibt.
Die globale Erwärmung könnte tropische Regenwälder betreffen, die Auswirkungen sind jedoch noch nicht geklärt. Klimamodelle sagen Veränderungen von Temperatur und Niederschlag voraus, die außerhalb des derzeit beobachteten Toleranzspektrums vieler Arten liegen. In den meisten Regionen werden die Interaktionen dieser klimatischen Veränderungen diese direkten Wirkungen vermutlich übertreffen, etwa begünstigen häufigere Dürreperioden die Holzentnahme.

### Gefährdung nach Regionen

#### Asien

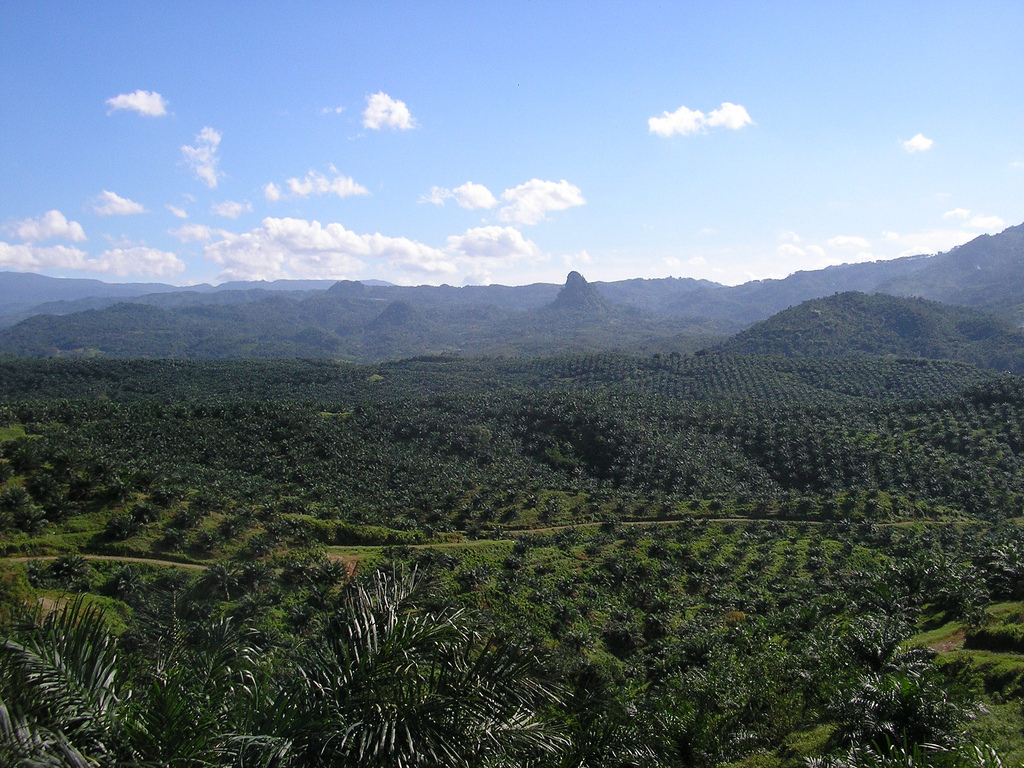
Palmölplantage auf Java

In Südostasien ist mehr als die Hälfte des Regenwalds verschwunden und die Degradierungs- und Verlustraten sind die höchsten der Tropen. Die Entwaldungsrate hat in den 1980er und 1990er Jahren zugenommen und tut es womöglich immer noch. Armut und Bevölkerungswachstum spielen eine wichtige Rolle, aber die hohen Raten sind das Resultat von Holzentnahme und Konversion zu Cash Crops und Baumplantagen. Wildtiere sind bedroht durch Jagd zur Gewinnung seltener Nahrungsmittel, traditioneller Medizin, Trophäen, Rohmaterialien und Haustieren.
In Indonesien verbleiben die meisten Regenwälder der Region, dort ist die Entwaldungsrate mit 2 % aber besonders hoch. Indonesien ist der größte Anbieter von Holzwerkstoffen und anderen verarbeiteten Holzerzeugnissen. Illegale Holzentnahme stellt den Großteil der hierfür benötigten Rohstoffe. Durch Holzentnahme wird auch die Entwaldung durch Bauern begünstigt. Häufig sind jedoch dieselben Unternehmen für Holzentnahme und anschließende Entwaldung und Anlage von Plantagen verantwortlich. Zwei Drittel der Plantagen auf ehemaligen Waldflächen sind Ölpalmen. Die globale Nachfrage nach Palmöl wird sich in den nächsten 20 Jahren voraussichtlich verdoppeln. Der Anstieg wird zur Hälfte durch Indonesien gedeckt werden, vor allem auf Sumatra, Kalimantan und Papua.

#### Afrika
Die Regenwaldgebiete Afrikas sind dreigeteilt. Ein Gebiet befindet sich in Westafrika in den Ländern Elfenbeinküste, Guinea, Liberia und Sierra Leone, ein zweites in Zentralafrika und ein drittes im östlichen Madagaskar. Die Regenwälder in Afrika leiden unter rapidem Bevölkerungswachstum. Hinzu kommen politische Instabilität und bewaffnete Konflikte. In Zentralafrika verbleiben noch große Areale. In der Demokratischen Republik Kongo verhindert der Mangel an Flüssen und Straßen den Zugang zu Regenwäldern. In den zugänglichen Gebieten ist der Jagddruck jedoch stark, sowohl zur Eigenversorgung mit Eiweiß als auch zu kommerziellen Zwecken. Die größte Gefahr liegt in der infrastrukturellen Entwicklung, da bisher isolierte Gebiete Bauern und Jägern zugänglich gemacht werden.

#### Madagaskar

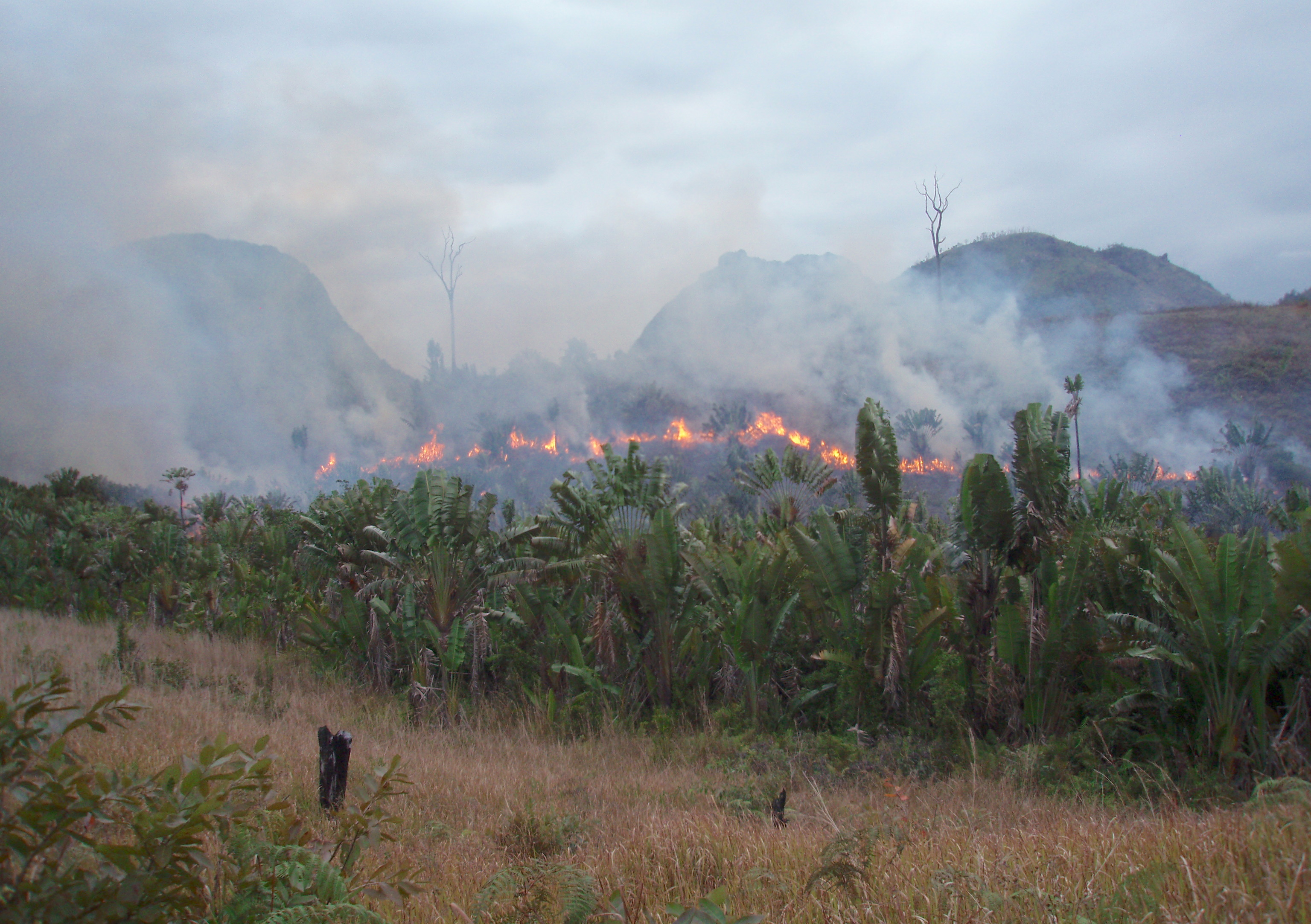
Brandrodung in Madagaskar

Die Regenwälder Madagaskars sind durch hohes Bevölkerungswachstum und extreme Armut bedroht. Am östlichen Rand der Insel ist der ursprüngliche Regenwald größtenteils nicht mehr vorhanden, der verbleibende Wald ist stark fragmentiert und degradiert. Die Entwaldungsraten haben zwar ihren Höchststand überschritten, weiterhin bedrohen aber Kleinbauern die Wälder. Die Holzentnahme spielt in Madagaskar eine vergleichsweise geringe Rolle, invasive Arten eine vergleichsweise große.

#### Amerika

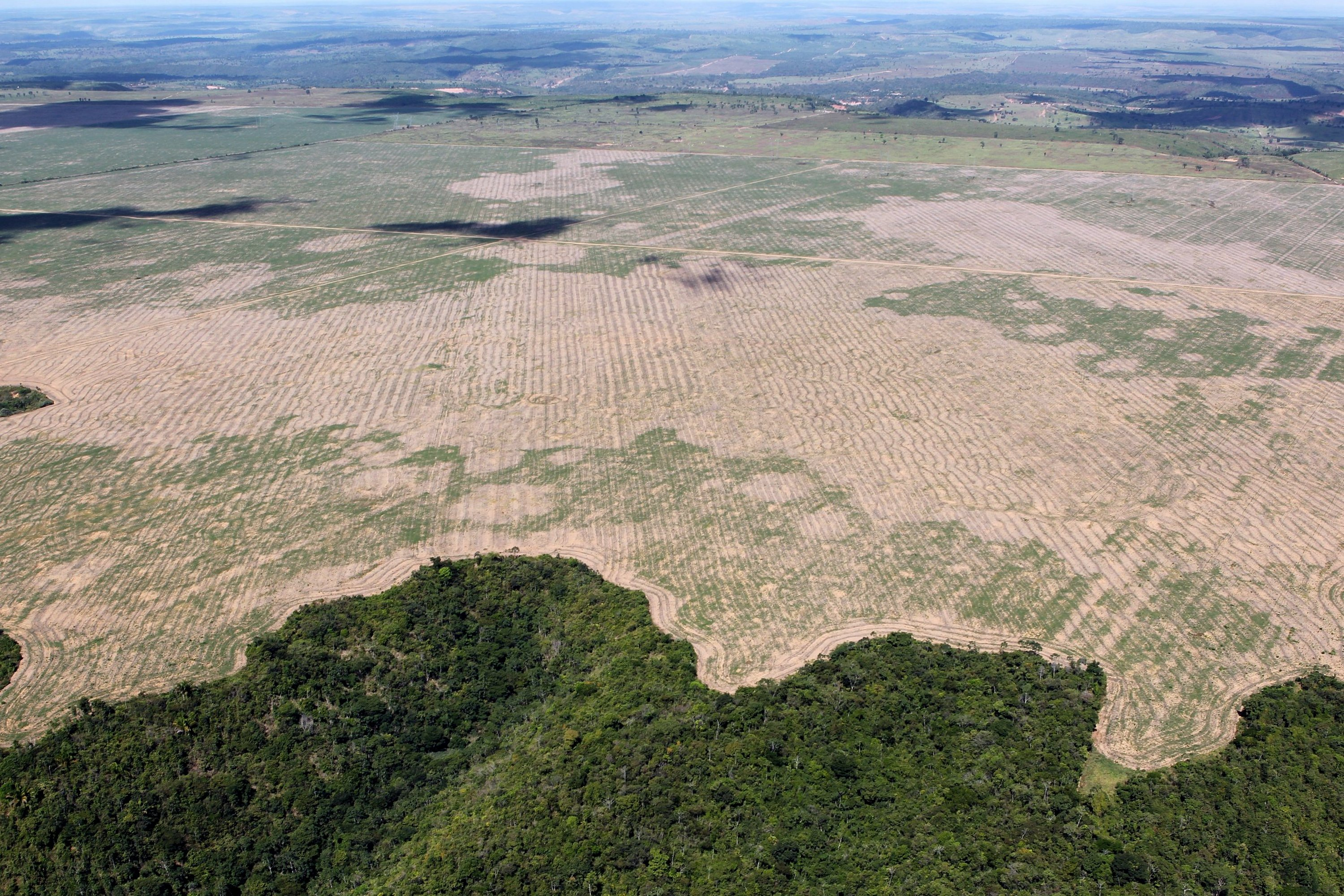
Entwaldung im Amazonasbecken

Die Hälfte der weltweit verbleibenden tropischen Regenwälder befinden sich im Amazonasbecken. Die Entwaldungsraten sind geringer als in Asien und vielen afrikanischen Regionen, aber die absolute Entwaldung ist größer. Das Hauptproblem ist die Konversion von Wald zu Agrarflächen, sowohl aus den Richtungen Südosten und Westen als auch von innen. Der Wald wird insbesondere von Kleinbauern über den Zugang von Straßen gerodet, um Pflanzenbau und Viehzucht zu betreiben. Große Teile der Infrastrukturentwicklung werden durch den Anbau (und den Export) von Sojabohnen gerechtfertigt. Entwaldung, Holzentnahme und Waldbrände konzentrieren sich auf die neuen Straßen. Der Straßenbau durch die Regierung ist viel umfassender als in jeder anderen Regenwaldregion, ein Beispiel ist die BR-163; pro Jahr wurden allein zwischen 2004 und 2007 rund 17.000 km zusätzliche Straßen gebaut. Die brasilianische Regierung verfügte nicht über die Kapazitäten, illegale Entwaldung, Holzentnahme und Bergbau über dieses große Gebiet zu kontrollieren. In Brasilien wurden bis Ende 2006 ungefähr 13 % der ursprünglich vorhandenen Regenwälder abgeholzt; 85 % dieser gerodeten Flächen wurden in Weideland umgewandelt, 15 % in Felder zum Anbau von Sojabohnen. Die Entwaldung im brasilianischen Amazonien hat 2019 unter dem neuen Präsidenten Bolsonaro zugenommen. Die Kombination von globaler Erwärmung und Entwaldung macht das regionale Klima trockener und könnte große Teile des Regenwalds in eine Savanne verwandeln.
Die beiden anderen Regenwaldgebiete neben dem Amazonasbecken, die an den Küsten des Atlantiks (Mata Atlântica) Pazifiks liegen, sind größtenteils nicht mehr vorhanden. Wiederum sind Ranching und Cash Crops die Hauptfaktoren, wenngleich es einige vielversprechende Erhaltungsprojekte gibt.

#### Neuguinea
Neuguinea beherbergt das drittgrößte zusammenhängende Regenwaldgebiet (nach Amazonas- und Kongobecken). Die Wirbeltierfauna unterscheidet sich deutlich von der des restlichen Südostasien. Westneuguinea hat eine geringe Bevölkerungsdichte, der Regenwald ist jedoch zunehmend durch Palmölplantagen, Entnahme von Wildtieren und Brände bedroht. Die größte Gefahr stellt jedoch die Holzentnahme, vor allem von Merbau, dar. Beteiligt sind vor allem Holzfirmen aus Malaysia, Händler in Singapur, Käufer in Hongkong und Fabriken in China, wo etwa jede Minute ein Merbaustamm verarbeitet wird. Der andauernde Straßenbau wird die Holzentnahme weiter begünstigen.
Papua-Neuguineas Regenwälder waren bis vor kurzem nicht bedroht, da die Bevölkerungsdichte sehr gering und das Land durch Klans kontrolliert ist. In den letzten zwei Jahrzehnten gab es in Neuguinea jedoch einen Boom der Holzwirtschaft. Korruption ist bei der Vergabe von Holzentnahmerechten ein Problem, ebenso das zukünftige Bevölkerungswachstum.

### Schutzmaßnahmen

#### Schutzgebiete
Die wichtigste Maßnahme zum Schutz der Regenwälder sind kontrollierte Schutzgebiete. Die Erfolge verschiedener Schutzgebiete unterschieden sich jedoch deutlich voneinander. Costa Ricas Parks sind relativ effektiv, die in der demokratischen Republik Kongo hingegen praktisch wirkungslos. Wilderei und Grenzüberschreitungen bereiten vielen Parks Probleme, obwohl die Vegetation innerhalb der Parks meist in einem deutlich besseren Zustand ist als außerhalb. Mit zunehmender Bevölkerung nimmt der Druck auf die Parks zu. Satellitenaufnahmen zeigen, dass 69 % der untersuchten Schutzgebiete in den letzten 20 Jahren einen Habitatsrückgang innerhalb von 50 km Entfernung zur Parkgrenze erfahren haben.
Schutzgebiete variieren stark in ihrer Größe. Große Parks, wie sie in Amazonien vorhanden sind, sind wahrscheinlich die einzige Möglichkeit, komplette Ökosysteme zu erhalten. Aber auch kleinere Parks mit bis zu wenigen Hektar können einzelne Arten erhalten.
Viele Parks sind chronisch unterfinanziert. Wenngleich Tourismus in politisch stabilen Ländern in zugänglichen Teilen von Schutzgebieten Einkommen generieren kann, kosten die meisten Parks unterm Strich mehr als sie an Einkommen generieren. Die Kosten werden in der Praxis häufig von Anwohnern getragen, die nicht mehr auf Ressourcen zugreifen können und eventuell von ihrem Land vertrieben werden. Ohne ausreichende Kompensation sind die Aussichten auf einen effektiven Park daher gering.
Während des letzten Jahrzehnts wurde viel Geld in Integrated Conservation and Development Projects (ICDP) investiert, die gleichzeitig Biodiversität schützen und ökonomische Entwicklung schaffen sollen. ICDPs waren bisher jedoch kaum erfolgreich im Hinblick auf diese Ziele. Eine jüngere Herangehensweise ist die direkte Kompensation von Landbesitzern und lokal ansässigen Gemeinden.

#### Regulierung
Die bisher ausgewiesenen Schutzgebiete erwiesen sich als nicht ausreichend, da sie in ihrer Anzahl und Fläche zu klein sind.
Weniger destruktive Holzentnahme, wie das reduced-impact logging (RIL), reduzieren den Schaden für Böden und die nächste Baumgeneration. Zudem haben Studien gezeigt, dass die finanziellen Kosten der Holzentnahme mit RIL reduziert werden können. Problematisch ist hierbei, dass der überwiegende Anteil der Holzentnahme entweder illegal oder kurzfristig ist, so dass kein Anreiz zur nachhaltigen Bewirtschaftung besteht. Die Durchsetzung von RIL erfordert zudem gut ausgebildete und motivierte Parkangestellte, worüber wenige Regenwaldländer verfügen.
Vielerorts konzentriert sich die Holzentnahme auf einzelne Arten, was die Kontrolle theoretisch vereinfacht. Das Washingtoner Artenschutzübereinkommen hat nur einige Arten auf die Liste aufgenommen, wie Swietenia macrophylla oder Gonystylus-Arten. Die exportierenden Länder müssen sicherstellen, dass die Holzentnahme legal erfolgte und das Überleben der Art nicht gefährdet.

#### Zertifizierung

Forest Stewardship Council

Die Zertifizierung von Forstprodukten hat eine lange Geschichte. Umweltzeichen (z. B. vom Forest Stewardship Council) funktionieren unter der Prämisse, dass einige Verbraucher bereit sind, mehr für derart ausgezeichnete, umweltfreundlich erzeugte Produkte zu bezahlen. Dennoch ist nur ein sehr kleiner Anteil der tropischen Regenwaldproduktion zertifiziert, da die Kosten der Zertifizierung selten geringer sind als die von Konsumenten bezahlten Aufpreise. Die Mobilisierung von Konsumenten ist sehr schwierig, auch da die Herkunft der Rohstoffe in Endprodukten nicht offensichtlich ist. Industrieländer importieren große Mengen Palmöl und Sojabohnen. Palmöl ist in Seifen, Kosmetika oder Kerzen. Sojabohnen werden zu tierischen Produkten veredelt. Insgesamt sind die Effekte der Zertifizierung gering, aber Druck auf die rohstoffimportierenden Produzenten (z. B. durch steigende Nachfrage) könnte helfen.

#### Ökologische Anbauformen
Eine den ökologischen Verhältnissen angepasste Permakultur ist der Etagenanbau bzw. Stockwerkanbau.

#### Aufforstung
In vielen Gebieten Asiens sind Regenwälder bereits verschwunden, und dort könnten Aufforstungsprogramme helfen. Die technischen Probleme sind jedoch enorm und die Prozesse langsam.
Ein internationales Team von Tropenökologen veröffentlichte 2021 eine Studie, die anhand von 77 Landschaften und mehr als 2200 Waldparzellen im tropischen Amerika und Westafrika untersuchte, wie sich bestimmte Waldeigenschaften während des natürlichen Prozesses der Waldregeneration/-sukzession erholen und wie ihre Erholung miteinander zusammenhängt. Tropenwälder hätten das Potenzial, auf verlassenen Flächen natürlich nachzuwachsen. In der Studie zeigte sich, dass nachwachsende Tropenwälder sich erstaunlich schnell erholen und bereits nach 20 Jahren im Durchschnitt fast 80 % der für Primärwälder charakteristischen Merkmale wiedererlangt hätten. Die von der Universität Wageningen mit Unterstützung des Deutschen Zentrums für integrative Biodiversitätsforschung (iDiv) durchgeführte Studie kommt zu dem Schluss, dass natürliche Regeneration eine kostengünstige Lösung für den Klimaschutz und die Erhaltung der biologischen Vielfalt darstellen könne. Die sekundären Wälder sind im Verlauf der Sukzession artenärmer, niedriger, weisen weniger Stockwerke und meist keine Emergenten auf.

## Einfluss auf das Klima

### Global
Bäume nehmen durch Photosynthese das Treibhausgas Kohlendioxid (CO₂) aus der Erdatmosphäre auf. Ein bestehender Wald stellt somit einen CO₂-Speicher dar. Allerdings sind bestehende Wälder keine CO₂-Senken, da bei einem Primärwald am Ende der Sukzession keine Nettozuwächse mehr stattfinden und somit auch keine CO₂-Fixierung. Wird ein Wald gerodet, so wird der in ihm gespeicherte Kohlenstoff unmittelbar (Brandrodung) oder zu einem späteren Zeitpunkt freigesetzt.
Die Böden unter dem Regenwald können bis in große Tiefen humos sein und somit beachtliche Vorräte an organisch gebundenem Kohlenstoff aufweisen. Eine Rodung führt wegen der Erhöhung der Bodentemperatur zu einer beschleunigten Zersetzung der organischen Bestandteile und zu einer Freisetzung großer Mengen an Kohlendioxid.

### Abnehmende Kohlenstoffspeicherung
Einer im Jahr 2020 veröffentlichten Studie zufolge speichern Regenwälder aufgrund der globalen Erwärmung deutlich weniger CO₂ als noch in den Neunzigerjahren. Hält die Negativentwicklung an, könnten sich die Regenwälder der Studie zufolge bis zum Jahr 2035 zu einem CO₂-Emittenten entwickeln. Für ihre Analyse hatten die Wissenschaftler 300.000 Bäume in den Regenwäldern von Amazonien und Afrika über Jahrzehnte hinweg untersucht. Laut der Analyse speicherten die Regenwälder in den 2010er-Jahren bereits ein Drittel weniger Kohlenstoffdioxid als noch in den Neunzigerjahren.

### Lokal
Tropische Regenwälder spielen eine entscheidende Rolle im regionalen Wasserkreislauf. Durch die hohe Verdunstungsrate der dichten Vegetation wird täglich eine erhebliche Menge Wasserdampf in die Atmosphäre abgegeben. Dieser Prozess führt zur Bildung von Wolken, die regelmäßig für Niederschläge sorgen und so den feuchten Charakter des Regenwaldes erhalten. Etwa 75 % des im Amazonasgebiet fallenden Regens stammen aus diesem lokalen Wasserkreislauf, während nur etwa 25 % durch Feuchtigkeit vom Atlantik beigesteuert werden.
Die dichte Baumvegetation des Regenwaldes trägt nicht nur zur Wolkenbildung bei, sondern wirkt auch temperaturregulierend. Die durch Transpiration entstehenden Wasserdampfwolken reflektieren einen Teil der Sonnenstrahlung und verhindern so eine übermäßige Erwärmung des Bodens. Zudem wird ein erheblicher Teil der Sonnenenergie in latente Wärme umgewandelt, was die Umgebungstemperatur senkt. Ein einzelner tropischer Baum kann dabei täglich bis zu 300 Liter Wasser an die Atmosphäre abgeben.